# Vaudancourt
Cet article possède un paronyme, voir Vaudoncourt.
Vaudancourt est une commune française située dans le département de l'Oise, en région Hauts-de-France.

## Géographie
| Boury-en-Vexin | Boury-en-Vexin |             |
| Boury-en-Vexin | Vaudancourt    | Montjavoult |
|                | Parnes         |             |

### Hydrographie
La commune est située dans le bassin Seine-Normandie. Elle est drainée par le ruisseau d'Herouval, le cours d'eau 02 de la commune de Vaudancourt et le Marais de Vallière,,.

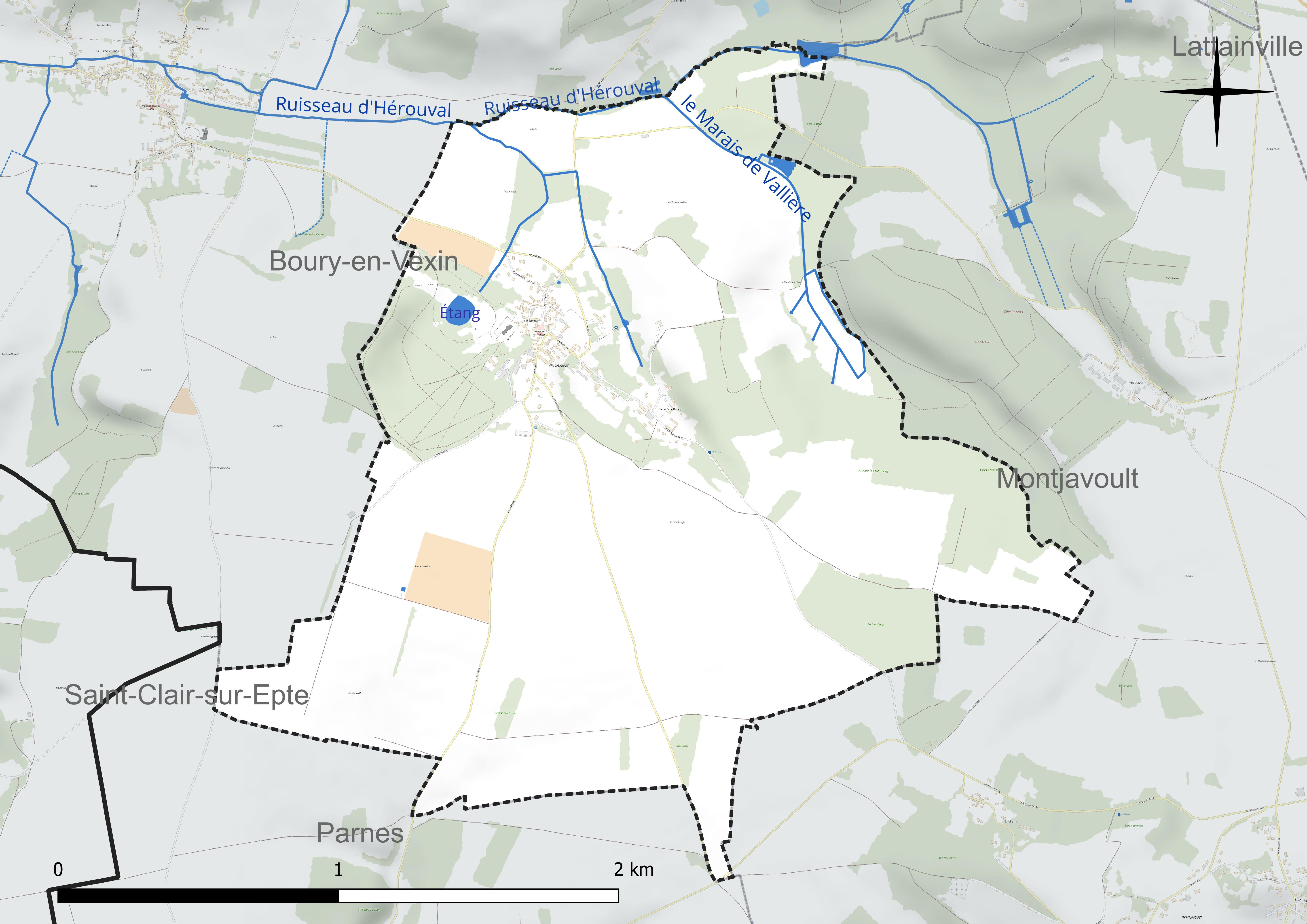
Réseau hydrographique de Vaudancourt.

Un plan d'eau complète le réseau hydrographique : l'étang (0,8 ha),.

### Climat
Pour des articles plus généraux, voir Climat des Hauts-de-France et Climat de l'Oise.
En 2010, le climat de la commune est de type climat océanique dégradé des plaines du Centre et du Nord, selon une étude du CNRS s'appuyant sur une série de données couvrant la période 1971-2000. En 2020, Météo-France publie une typologie des climats de la France métropolitaine dans laquelle la commune est exposée à un climat océanique et est dans la région climatique  Sud-ouest du bassin Parisien, caractérisée par une faible pluviométrie, notamment au printemps (120 à 150 mm) et un hiver froid (3,5 °C). 
Pour la période 1971-2000, la température annuelle moyenne est de 10,8 °C, avec une amplitude thermique annuelle de 14,5 °C. Le cumul annuel moyen de précipitations est de 742 mm, avec 11,7 jours de précipitations en janvier et 8,4 jours en juillet. Pour la période 1991-2020, la température moyenne annuelle observée sur la station météorologique la plus proche, située sur la commune de Jaméricourt à 12 km à vol d'oiseau, est de 11,0 °C et le cumul annuel moyen de précipitations est de 695,7 mm,. Pour l'avenir, les paramètres climatiques de la commune estimés pour 2050 selon différents scénarios d'émission de gaz à effet de serre sont consultables sur un site dédié publié par Météo-France en novembre 2022.

## Urbanisme

### Typologie
Au 1er janvier 2024, Vaudancourt est catégorisée commune rurale à habitat dispersé, selon la nouvelle grille communale de densité à sept niveaux définie par l'Insee en 2022.
Elle est située hors unité urbaine. Par ailleurs la commune fait partie de l'aire d'attraction de Paris, dont elle est une commune de la couronne,. Cette aire regroupe 1 929 communes,.

### Occupation des sols
L'occupation des sols de la commune, telle qu'elle ressort de la base de données européenne d'occupation biophysique des sols Corine Land Cover (CLC), est marquée par l'importance des territoires agricoles (76 % en 2018), une proportion sensiblement équivalente à celle de 1990 (76,5 %). La répartition détaillée en 2018 est la suivante : 
terres arables (69,5 %), forêts (17,8 %), prairies (6,5 %), zones urbanisées (6,2 %). L'évolution de l'occupation des sols de la commune et de ses infrastructures peut être observée sur les différentes représentations cartographiques du territoire : la carte de Cassini (XVIIIe siècle), la carte d'état-major (1820-1866) et les cartes ou photos aériennes de l'IGN pour la période actuelle (1950 à aujourd'hui).

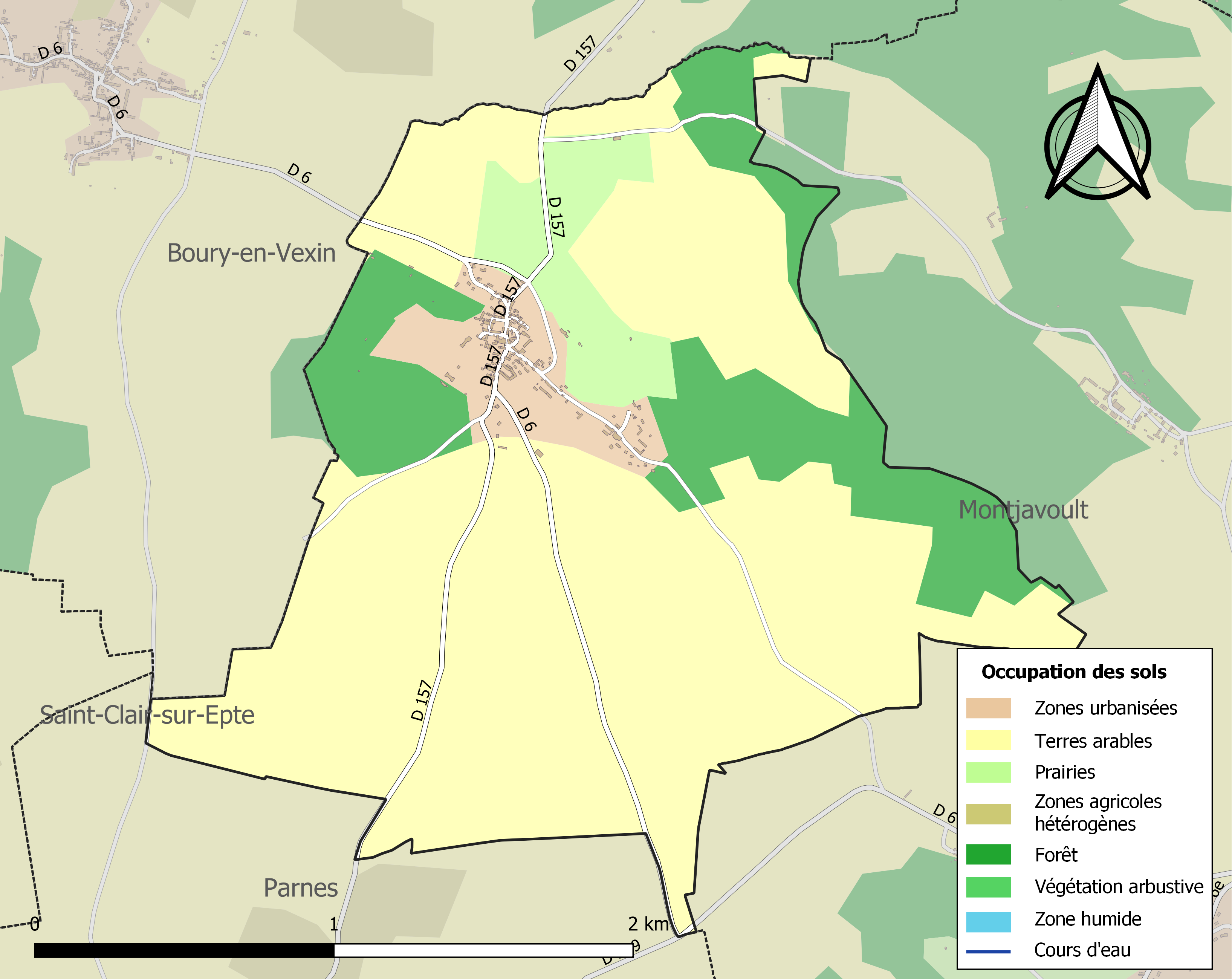
Carte des infrastructures et de l'occupation des sols de la commune en 2018 (CLC).

### Voies de communication et transports
La commune est desservie, en 2023, par les lignes 605 et 6136 du réseau interurbain de l'Oise.

## Toponymie
Le nom de la localité est mentionné sous la forme Wadencourt en 1175, du nom germanique Waldo et du latin cortem.

## Héraldique
| Blason de Vaudancourt | Blason  | Écartelé au 1) de sable à l'église d'argent ajouré du champ au 2) de gueules à une tête d'homme roux au naturel au 3) fuselé de gueules et d'argent au 4) d'or à trois fasces de sable. |
| Blason de Vaudancourt | Détails | Le statut officiel du blason reste à déterminer. |

## Politique et administration

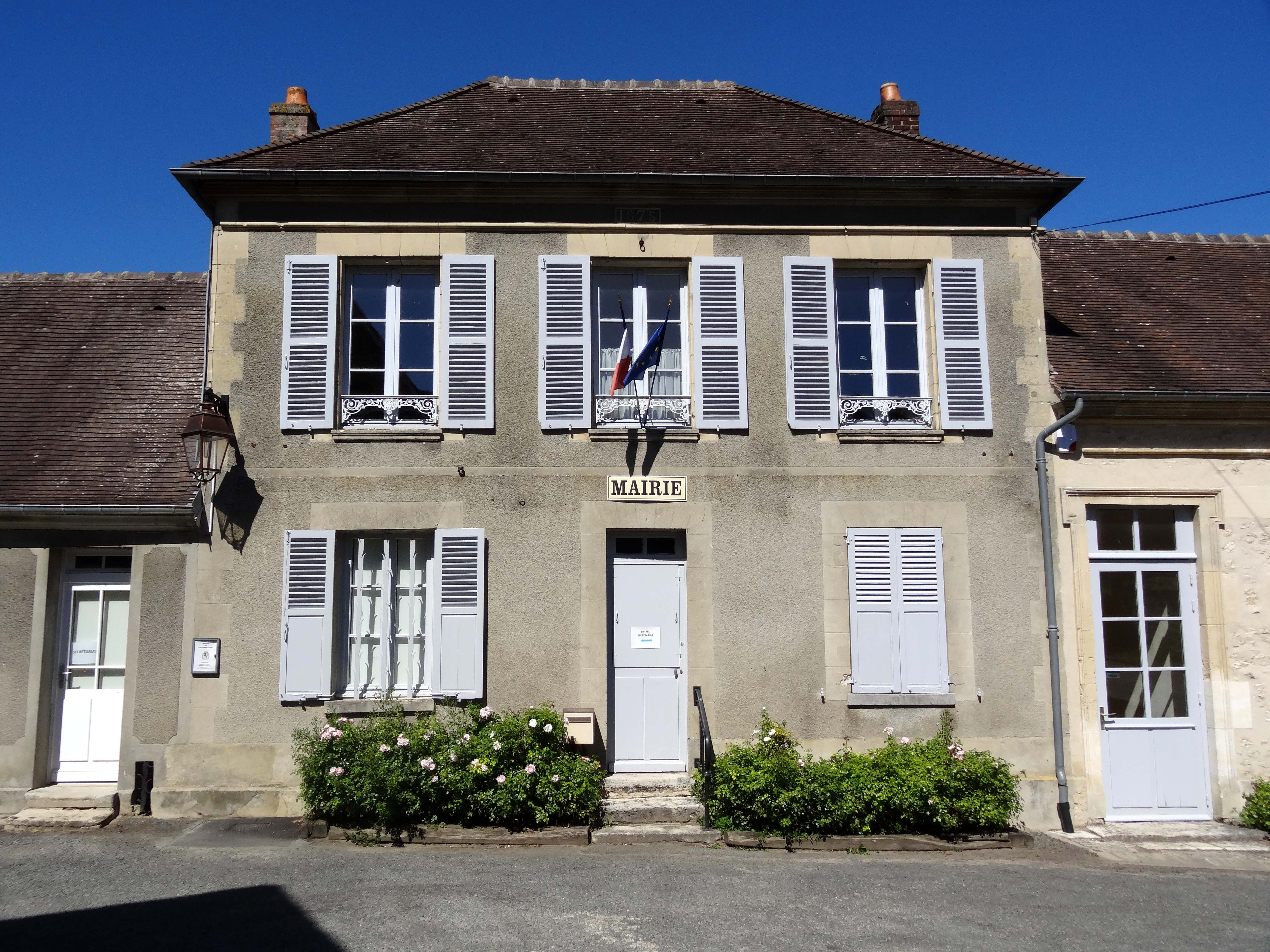
La mairie.

| Période                                  | Période                       | Identité        | Étiquette | Qualité                                    |
| ---------------------------------------- | ----------------------------- | --------------- | --------- | ------------------------------------------ |
| Les données manquantes sont à compléter. |                               |                 |           |                                            |
| (avant 1995)                             | En cours (au 23 octobre 2014) | Charles Méaudre | DVD       | Agriculteur Réélu pour le mandat 2014-2020 |

## Population et société

### Démographie

#### Évolution démographique
L'évolution du nombre d'habitants est connue à travers les recensements de la population effectués dans la commune depuis 1793. Pour les communes de moins de 10 000 habitants, une enquête de recensement portant sur toute la population est réalisée tous les cinq ans, les populations de référence des années intermédiaires étant quant à elles estimées par interpolation ou extrapolation. Pour la commune, le premier recensement exhaustif entrant dans le cadre du nouveau dispositif a été réalisé en 2007.

En 2022, la commune comptait 163 habitants, en évolution de −5,78 % par rapport à 2016 (Oise : +0,87 %, France hors Mayotte : +2,11 %).
| 1793 | 1800 | 1806 | 1821 | 1831 | 1836 | 1841 | 1846 | 1851 |
| ---- | ---- | ---- | ---- | ---- | ---- | ---- | ---- | ---- |
| 264  | 269  | 261  | 283  | 287  | 310  | 310  | 305  | 311  |

| 1856 | 1861 | 1866 | 1872 | 1876 | 1881 | 1886 | 1891 | 1896 |
| ---- | ---- | ---- | ---- | ---- | ---- | ---- | ---- | ---- |
| 259  | 233  | 223  | 215  | 232  | 219  | 185  | 200  | 192  |

| 1901 | 1906 | 1911 | 1921 | 1926 | 1931 | 1936 | 1946 | 1954 |
| ---- | ---- | ---- | ---- | ---- | ---- | ---- | ---- | ---- |
| 190  | 183  | 165  | 162  | 158  | 164  | 171  | 155  | 156  |

| 1962 | 1968 | 1975 | 1982 | 1990 | 1999 | 2006 | 2007 | 2012 |
| ---- | ---- | ---- | ---- | ---- | ---- | ---- | ---- | ---- |
| 136  | 117  | 116  | 142  | 151  | 151  | 162  | 163  | 179  |

| 2017 | 2022 | - | - | - | - | - | - | - |
| ---- | ---- | - | - | - | - | - | - | - |
| 170  | 163  | - | - | - | - | - | - | - |

#### Pyramide des âges
La population de la commune est relativement jeune.
En 2018, le taux de personnes d'un âge inférieur à 30 ans s'élève à 34,1 %, soit en dessous de la moyenne départementale (37,3 %). À l'inverse, le taux de personnes d'âge supérieur à 60 ans est de 24,2 % la même année, alors qu'il est de 22,8 % au niveau départemental.
En 2018, la commune comptait 87 hommes pour 83 femmes, soit un taux de 51,18 % d'hommes, largement supérieur au taux départemental (48,89 %).
Les pyramides des âges de la commune et du département s'établissent comme suit.
| Hommes | Classe d’âge | Femmes |
| ------ | ------------ | ------ |
| 0,0    | 90 ou +      | 0,0    |
| 5,7    | 75-89 ans    | 8,4    |
| 19,5   | 60-74 ans    | 14,5   |
| 27,6   | 45-59 ans    | 22,9   |
| 16,1   | 30-44 ans    | 16,9   |
| 18,4   | 15-29 ans    | 14,5   |
| 12,6   | 0-14 ans     | 22,9   |

| Hommes | Classe d’âge | Femmes |
| ------ | ------------ | ------ |
| 0,5    | 90 ou +      | 1,4    |
| 5,5    | 75-89 ans    | 7,6    |
| 15,6   | 60-74 ans    | 16,3   |
| 20,8   | 45-59 ans    | 20     |
| 19,4   | 30-44 ans    | 19,4   |
| 17,6   | 15-29 ans    | 16,2   |
| 20,6   | 0-14 ans     | 19,1   |

## Culture locale et patrimoine

### Lieux et monuments

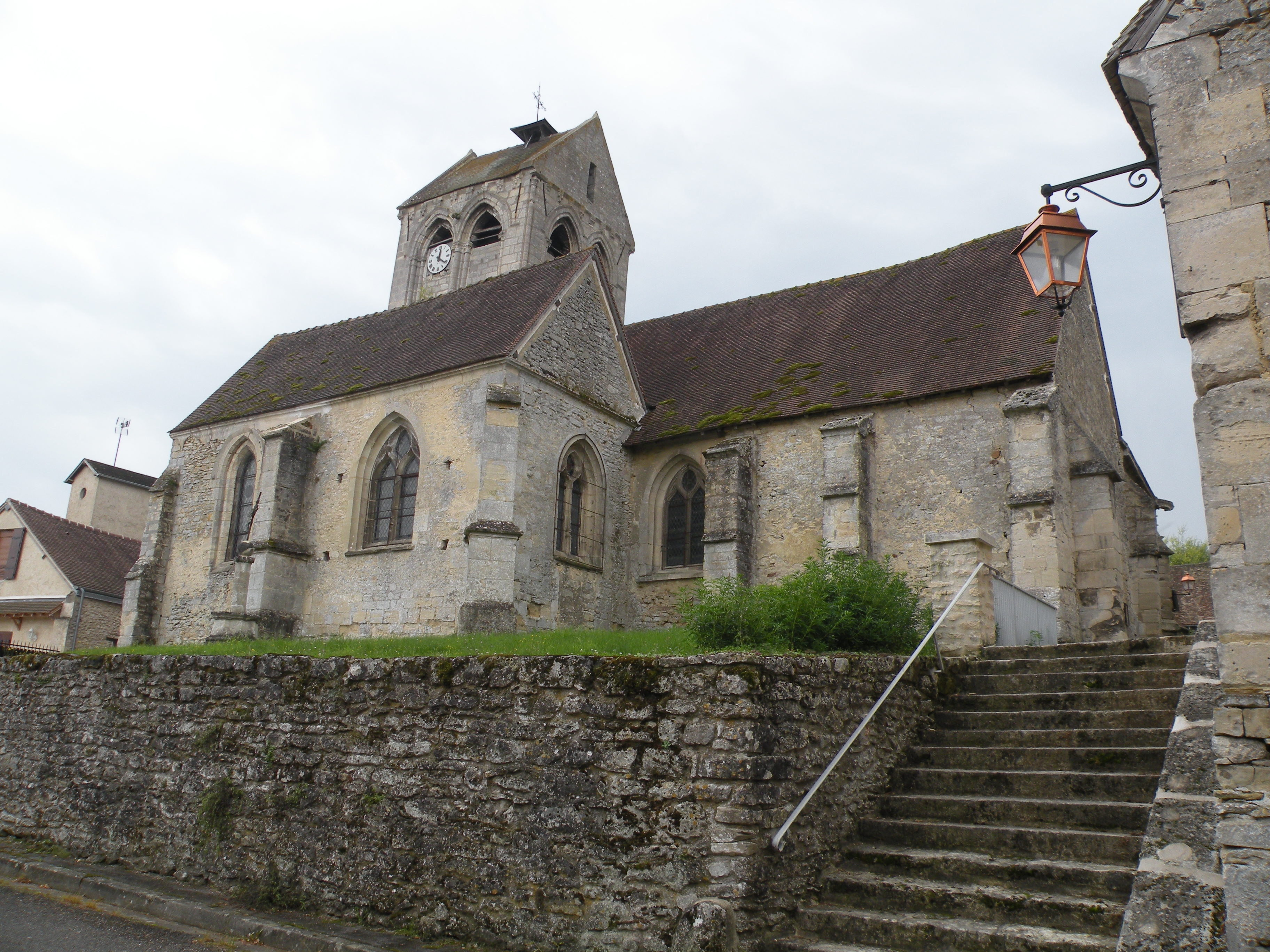
L'église, vue depuis le nord-ouest.

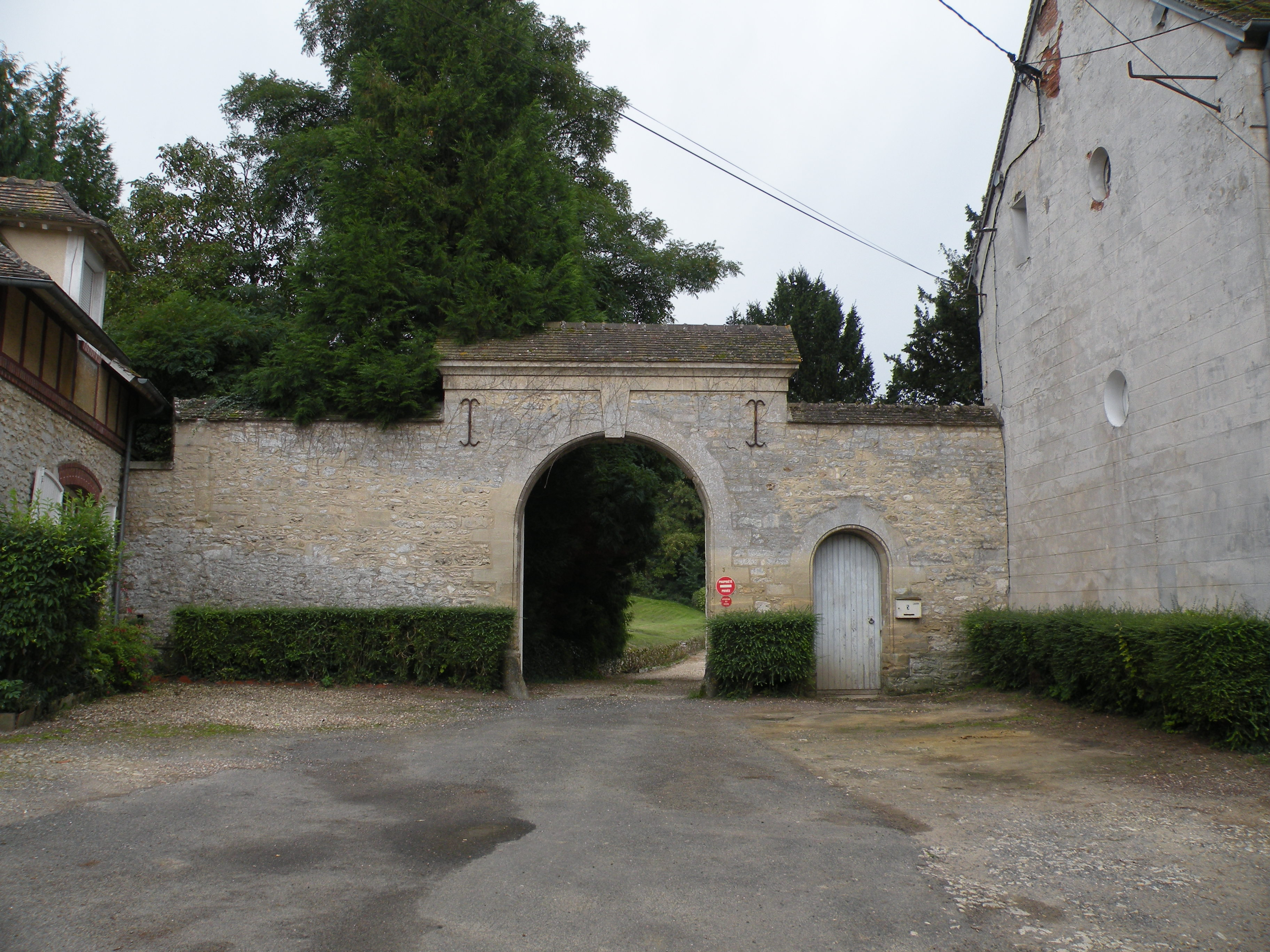
Le porche du château.

#### Monument historique
Vaudancourt ne compte qu'un seul monument historique sur son territoire.
- Église Saint-Gervais-et-Saint-Protais, Grand-Rue (inscrite monument historique par arrêté du 8 janvier 1993[24]) :  C'est un petit édifice de style majoritairement gothique flamboyant, construit à la première moitié du XVIe siècle sur la base d'un édifice de plan cruciforme du début du XIIIe siècle. Seul le croisillon nord et le clocher en bâtière, qui constitue en même temps l'élément le plus remarquable de l'église, ont été laissés en place. Même la base du clocher, en même temps croisée du transept, a été entièrement reprise en sous-œuvre, et paraît entièrement flamboyante à l'intérieur. Une chapelle a été ajoutée dans l'angle entre nef et croisillon nord, et la nef a été dédoublée par la construction d'un collatéral du côté sud. Ces travaux ont probablement été achevés en 1544. Puis la nef a été voûtée d'ogives. Sa largeur considérable alliée à une faible hauteur motivèrent la soustraction d'un étroit couloir à la superficie de la nef du côté nord. C'est là l'une des particularités de l'église de Vaudancourt, avec la faible profondeur de l'abside quadrangulaire, et l'enfilade de quatre pignons au sud[25].

#### Autres éléments du patrimoine
- Allée couverte fouillée par Léon Coutil en 1918-1919.
- Château, datant de 1638 environ, construit par la famille de Pellevé, seigneurs de Boury, propriétaires du fief de Vaudancourt.